# Erik Lysholm
Erik Lorenz Rudolf Lysholm, född 3 december 1891 i Stockholm, död där 26 september 1947, var en svensk läkare och radiolog.
Erik Lysholm var son till majoren Tomas Fredrik Rudolf Lysholm och växte upp i Visby. Han avlade studentexamen vid Visby högre allmänna läroverk 1911 och blev därefter student vid Uppsala universitet där han först studerade filosofi men snart bytte till medicin. Lysholm blev medicine kandidat 1915, medicine licentiat 1921 och arbetade 1921-1922 som underläkare vid Radiumhemmet. Därefter var han amanuens vid Serafimerlasarettets röntgenavdelning 1923, biträdande läkare där 1924-1925 och lasarettsläkare vid Stockholms läns centrallasarett i Mörby 1925-1929. Lysholm blev 1930 biträdande läkare vid Serafimerlasarettets röntgeninstitut och arbetade som vikarierande professor i radiologi vid Karolinska Institutet 1931-1940. han blev 1931 medicine doktor där och samma år docent i medicinsk radiologi. Lysholm blev 1941 extraordinarie och 1942 ordinarie överläkare vid Serafimerlasarettets röntgeninstitut, var lärare i röntgendiagnostik där 1941-1945 och blev 1945 professor i röntgendiagnostik vid Karolinska Institutet.